# 364875 Hualookeng
364875 Hualookeng è un asteroide della fascia principale. Scoperto nel 2008, presenta un'orbita caratterizzata da un semiasse maggiore pari a 2,6457076 au e da un'eccentricità di 0,0781481, inclinata di 12,07837° rispetto all'eclittica.